# پایگاه تمام متن
پایگاه تمام متن (به انگلیسی: Full text database یا Complete text database)؛ پایگاه داده‌ای است که حاوی متن کامل کتاب‌ها، پایان‌نامه‌ها، مجلات، نشریات، روزنامه‌ها و سایر مدارک متنی است. این پایگاه برخلاف پایگاه‌های کتابشناختی (که فقط اطلاعات کتابشناختی و در صورت امکان چکیده‌های مدارک را ارائه می‌دهد و می‌توان از آن به عنوان بخشی از یک پایگاه تمام متن یاد کرد) و پایگاه داده‌های غیرکتابشناختی (به عنوان مثال کتاب راهنما یا پایگاه داده عددی) است.
یکی از اولین سیستم‌ها، IBM SRAIRS بود که در سال ۱۹۷۳ معرفی شد.
پایگاه تمام متن حدود سال ۱۹۹۰ رایج شد، زمانی که فناوری ذخیره‌سازی کامپیوتری آن را از نظر اقتصادی و فنی ممکن ساخت.
دو نوع پایگاه تمام متن اصلی وجود دارد: توسعه پایگاه داده‌های کتابشناختی به پایگاه تمام متن (به عنوان مثال میزبان‌هایی مثل BRS, Dialog, LexisNexis و Westlaw) و پایگاه‌های تمام متن مبتنی بر اینترنت (مبتنی بر موتورهای جستجو یا XML).
نمونه‌های قابل توجه:
طبقه‌بندی اصلی: پایگاه‌های تمام متن
- پایگاه تمام متن سازمان‌های بین‌المللی دولتی.[۱]
- نشریات ادواری تمام متن JSTORE که حاوی طیف گسترده‌ای از موضوعات، از جمله علوم انسانی، علوم اجتماعی، و علوم طبیعی است.
- پایگاه تمام متن پایان‌نامه‌ها و رساله‌ها با عنوان پروکوئست.
- پایگاه تمام متن پروانه‌های ثبت اختراعات ایالات متحده آمریکا.[۲]
- کتابخانه آنلاین وایلی (شامل حدود ۱۴۰۰ نشریه الکترونیکی در زمینه علوم و علوم اجتماعی)